# حسن سعيد مشيمش
حسن سعيد مشيمش هو رجل دين شيعي من جبل عامل (جنوب لبنان)، عُرف بمواقفه المعارضة والساخرة للكثير من الأحداث والمجريات في محيطه. وهو خطيب وقارئ للسيرة الحسينية إضافة إلى كونه سياسي ومثقّف وناقد ومؤلّف.

## ولادته
ولد (أبو رضا) في بلدة كفرصير، إحدى قرى جبل عامل في الجنوب اللبناني، من أسرة معروفة بالوجاهة، وذلك في العام 1964 م.

## دراسته ونشأته
نشأ في بلدة كفرصير حيث التنوّع الفكري والثقافي، فهي موطن آل سبيتي (العائلة العلمية العاملية المعروفة)، وإحدى معاقل اليسار اللبناني. في بدايات وعيه كانت البيئة الثقافية العاملية تتجاذبها الطروحات اليسارية والاشتراكية والإسلامية،
فانحاز للطروحات الإسلامية وسرعان ما انخرط في سلك رجال الدين ومن أبرز مراحل نشأته:
1. بعد إتمامه دراسته الأوليّة، توجّه إلى مدينة قم (في إيران) لتلقّي العلوم الدينية في حوزتها، حيث لبث فيها سنين قبل عودته إلى لبنان.
2. تزوّج بكريمة السيد علي بدر الدين الحاروفي وهو رجل دين شيعي من جبل عامل.
3. لدى عودته إلى لبنان، كان متأثّرا بالأفكار الثورية، فانخرط في صفوف حزب الله اللبناني، وذلك في منتصف الثمانينات من القرن المنصرم، وقد عمل على تعبئة الشباب الثائر في صفوف الحزب.
4. توفي أخوه (حسين سعيد مشيمش) في صفوف حزب الله.
5. في بداية التسعينيات وأثناء الحرب التي نشبت بين حزب الله وحركة أمل (حرب إقليم التفاح) غادر الجنوب اللبناني وقطن في ضاحية بيروت الجنوبية، حتى انتهاء (حرب الأشقاء) فعاد إلى الجنوب مجددا.

## نشاطه في حزب الله
تنوّعت نشاطاته داخل حزب الله بين العمل التنظيمي، العمل الاجتماعي، النشاط التبليغي، رعاية شؤون المبلّغين التابعين لحزب الله، السفر في البعثات الخارجية، وأبرز محطاته في الحزب:
1. تولّى عدّة مناصب في الحزب، حتى صار مساعدا للأمين العام السابق لحزب الله الشيخ صبحي الطفيلي.
2. ترأس تحرير جريدة العهد من سنة 1982 حتى سنة 1989 ميلادي.
3. سافر إلى أوروبا (ألمانيا وفرنسا) للتبليغ الديني، وذلك من ضمن البعثات التي كان ينظّمها حزب الله لرجال الدين التابعين له بهدف التواصل مع الجاليات المسلمة القاطنة في تلك البلاد.
4. سافر إلى أفريقيا حيث أقام فيها مع عائلته مدّة من الزمن، وذلك بهدف التبليغ الديني أيضا.
5. اعتقلته المخابرات الألمانية لدى عبوره أراضيها في إحدى زياراته لأوروبا، وما لبثت أن أطلقت سراحه بعد أيام.
6. مع خروج الشيخ صبحي الطفيلي من صفوف حزب الله، نحى الشيخ حسن مشيمش منحى المعارضة داخل صفوف الحزب، فاعترض على الكثير من منهجيات وتوجهات الحزب، وظلّ اعتراضه هذا ضمن الأطر الحزبية.
7. في العام 1998م اعترض الشيخ حسن مشيمش على آلية ترشيح الحزب لأعضاء ورؤساء المجالس البلدية وأصرّ على ترشيح أحد أقاربه في بلدة كفرصير بوجه مرشّح حزب الله، وكانت النتيجة لصالح مرشّح الحزب.
8. في أواخر التسعينيات من القرن الماضي، انفصل الشيخ مشيمش عن الجسم التنظيمي لحزب الله بعد خلافات متراكمة واعتراضات متبادلة، وقد كتب عن ذلك يقول:| حسن سعيد مشيمش | وقع الطلاق البائن بيني وبين حزب ولاية الفقيه سنة 1998 لعدم ايماني بنظرية ولاية الفقيه، كما انني لا أؤمن بأية سلطة تحكم بدعوى انها تملك تفويضاً من الله وان مصدر شرعيتها منه سبحانه..." | حسن سعيد مشيمش |

## نشاطه خارج حزب الله
بعد خروجه من تنظيم حزب الله تركّز نشاطه على العمل الثقافي والفكري، وأهم محطاته:
1. تقرّب فترة من الزمن من السياسي الجنوبي (جنوب لبنان) أحمد كامل الأسعد (رئيس تيار لبنان الكفاءات)، ولم تثمر هذه العلاقة أي نتائج على الأرض.
2. انتسب إلى (اللقاء العلمائي المستقل) الذي يرأسه المفتي الشيخ أحمد طالب وبقي من المقرّبين منه.
3. عمل على التقارب مع مجموعة من رجال الدين الشيعة المثقفين ذوي الميول الاعتراضية والتجددية أمثال: السيد محمد حسن الأمين، السيد هاني فحص والسيد على الأمين.
4. كتب عددا من المقالات الناقدة للأحوال السياسية والاجتماعية في لبنان وذلك في عدد من الصحف اللبنانية.

## نشاطه الثقافي ومؤلفاته
عُرف عنه أنه صاحب انتقاد ساخر، كثير التساؤل والاعتراض والبحث والتحرّي، دائم الحركة سليط اللسان، حاضر النكتة والطرفة.
1. عند إصداره كتاب (فجوات خطيرة في الوعي الديني) أثار اعتراضات قاسية لما فيه من التعرّض للعديد من قضايا الحكم والسياسة المحلية، فاضطرّ لسحبه من التداول.
2. كتب في مجلة «إضاءات» مقالات فكرية ودينية تقترب من السياسة بين حين وآخر.
3. ألّف عددا من الكتب تناول فيها مباحث متفرّقة دون الغوص في أعماق تلك المواضيع ودون التركيز على بحث معيّن، فجاءت كتاباته مليئة بالتساؤلات دون الوصول إلى نتائج محكمة، والملاحظ أن بعض مؤلفاته أشبه بمجموعة مقالات منسّقة في كتاب. ومن هذه الكتب:[2]
  1. هذا ما لا أؤمن به
  2. حوارات ساخنة
  3. مؤونة الداعية وزاد الخطيب
  4. على شاطئ الإسلام
  5. إجابات على تساؤلاتك

### مجلة ضفاف
أصدر مجلة «ضفاف» التي تعنى بالقضايا الثقافية والفكرية ولتكون (محاولة لإضاءة شمعة في عتمة الشرق) كما وصفها في شعارات المجلة.
1. بدأت بالصدور في تشرين الثاني 2008.
2. ناقش فيها عددا من القضايا الإسلامية المستحدثة
3. انتقد فيها العديد من تصرفات رجال الدين الشيعة.
4. استكتب فيها عددا من الأقلام ذات التوجهات التجددية والتحديثية، أمثال الشيخ أحمد طالب، الشيخ علي حب الله، الشيخ محمد علي الحاج، السيد محمد حسن الأمين، السيد هاني فحص وغيرهم.
5. صدر منها حوالي (22) عددا وتوقّفت عن الصدور بسبب اعتقاله.
6. عنوان المجلة على الشبكة http://difaf.org/index.php?p=home

### كتاب ضفاف 23
في 10 مايو (أيار) من العام 2012، نشرت مجموعة من الهيئات الثقافية اللبنانية المستقلة كتابا جديدا للشيخ حسن مشيمش أطلقوا عليه اسم (ضفاف 23- في الإسلام والحريّة وولاية الفقيه)، وقد تضمّن الكتاب مجموعة من المقالات السجالية التي نشرها مشيمش خلال السنوات الماضية على صفحات مجلته «ضفاف».
كما اقام المجلس الثقافي للبنان الجنوبي تحت عنوان «كتاب الشهر»، ندوة لمناقشة هذا الكتاب أدارها الدكتور عبد الله رزق، وتحدّث فيها السيد محمد حسن الأمين الذي اعتبر أن الشيخ مشيمش ذهب بعيداً في المواجهة الفكرية ضد الرأي المتسيّد إلى أن أفضى به الأمر إلى حيث هو اليوم في سجن رومية.

## آراؤه ومواقفه
أحدثت آراؤه وأفكاره ومقالاته التي كتبها ردود فعل قاسية عليه، نظرا لما حوته من نقد واضح وصريح لمبدأ ولاية الفقيه، واعتراض قاس وفصيح لسيطرة البعض على الحياة السياسية وقمع حرية الفكر لدى المعارضين له، كما ضمّن مقالاته كلاما ينال من تصرفات الفقهاء وطريقة إدارتهم للأمور، وأما عن المقاومة والجهاد وأولوياتها فكان له فيها مواقف جريئة أخرجها للعلن. ويرى البعض أنه ربما دفع حريته ثمنا لهذه المواقف والآراء والأفكار، والظاهر من كتاباته أنه كان يستشعر الخطر على نفسه، فقد كتب في إحدى مقالاته يقول: 
| حسن سعيد مشيمش | إن لم يعجبك معتقدي وبرّر لك فقهك وأباحت لك ثقافتك أن تبسط إليّ يدك لتقتلني (جسديا أو معنويا).... فإن يد الله مبسوطة بصورة مطلقة على امتداد الزمان والمكان... وإن من يقتل غدرا أو جهرا إنسانا حمل رأيا سياسيا فكريا مخالفا لرأيه قد يربح في هذه الدنيا مالا ونفوذا وجاها... لكنّ الله آل على ذاته ليبعثنّ على القاتل وأعوانه.. فتنة تترك الحليم فيهم حيران | حسن سعيد مشيمش |

فمن خلال مطالعة مقالاته يمكن استقراء أفكاره التي يغلب عليها الطابع النقدي والاعتراضي وأحيانا الثوري والانقلابي. وفيما يلي بعض من أفكاره وآرائه مصنّفة حسب المواضيع:

### في عاشوراء
يتبنى الشيخ مشيمش الرأي القائل بأن الإمام الحسين لم يخرج خروجا عسكريا على السلطة الأموية الجائرة، وإنما خرج بالكلمة ويرى كذلك بأن الإمام الحسين عرض على (ابن سعد) الموادعة والمسالمة، إلا أن السلطة الأموية هي من رفضت هذا العرض فاضطرّ للقتال دفاعا عن قناعته بعدم شرعية بيعة يزيد.

### في الولاية والحرية السياسية
أكثر الشيخ مشيمش من انتقاد ولاية الفقيه على الأمة وخاصّة في شقّها السياسي، فتجد أكثر مقالاته مشحونة بالنقد لهذه الفكرة من جوانبها كافة.
- كتمهيد لنقض فكرة ولاية الفقيه يذهب الشيخ أن لفظ الحكم في القرآن لم يرد بمعنى السلطة ويقول:| حسن سعيد مشيمش | إن كلمة حُكُم في القرآن الكريم كله لم تأتِ بمعنى السلطة السياسية،... وإن الإسلاميين حينما يستخدمون بعض الآيات القرآنية للاستدلال بها على وجوب الإمساك بالسلطة السياسية إنه استخدام للآيات القرآنية في غير معناها ومقصودها ومرادها، ويتجاهل الإسلاميون سياق الآيات واللغة العربية عن سابق إصرار وتصميم ويلجأون إلى تفسير الآيات في غير معناها وتأويلها على خلاف مرادها وتوجيهها عكس مقصودها تضليلاً لأبناء مجتمعنا وخداعهم لغايات سياسية بحتة | حسن سعيد مشيمش |
- ثم ينتقد أصل الفكرة فيقول:| حسن سعيد مشيمش | لا نؤمن بأن لأحد من الخلق حق في أن يصادر حرية الإنسان وولايته على مصيره السياسي وماله وعرضه باسم الدين إلّا إذا كان نبيا رسولا أو وصيا معصوما.... وهذه الولاية لا يملكها بعد الله إلا الأنبياء والأوصياء المعصومون... وحاشا الله أن يضع ولايته وسلطته على العباد تحت يد إنسان محدود ناقص محتاج | حسن سعيد مشيمش |
- وبعدها يذهب إلى أن القول بالولاية ينتقص من إنسانية الإنسان:| حسن سعيد مشيمش | إن الإنسان أو المجتمع حينما يتنازل عن حريته بالمطلق أو حينما يُجْبَر على التنازل عنها لأي كائن إنساني آخر يُسَاءَ بذلك أو يُسيء إلى إنسانيته ودينه معاً | حسن سعيد مشيمش |
- ثم يعود ليتسائل:| حسن سعيد مشيمش | هل صالح الإسلام ومذهب الحق والطائفة الناجية يقتضي منك أن تتنازل عن ولايتك على عقلك ودمك ومالك وعِرضك لرجلٍ ليس نبياً رسولاً ولا وصياً مُطهرَّاً معصوماً | حسن سعيد مشيمش |
- وفي الأخير يتلو فعل الندامة فيقول:| حسن سعيد مشيمش | ولم أستيقظ إلا بعدما أنفقت من عمري عقدين قضيتهما في تجربة سياسية فكرية جهادية تحمّلت فيها أشد المخاطر الأمنية وأقسى ألوان الفقر إلى أن أبانت لي وأظهرت الخيط الأبيض من الخيط الأسود من الأفكار التي ما أنزل الله بها من سلطان... فإنه ليس على وجه الأرض كائن بشري بمقدوره أن يُقنع عاقلاً بأنه يملك الولاية نفسها كما كان يملكها الرسول(ص) حتى تكون طاعتنا له كطاعة الرسول | حسن سعيد مشيمش |
- وأما عن البديل عن ولاية الفقيه فيرى الشيخ حسن مشيمش:| حسن سعيد مشيمش | إذا كان لا بد للمجتمع من ولاية ـ (سلطة) ـ فإن المجتمع نفسه هو من يصنع ولايته ـ (سلطته) ـ بإرادته واختياره وفق ثقافته وشريعته وعقيدته بشرط أن لا يزعم المجتمع بأن ولايته المصنوعة بيده أنها ولاية الله | حسن سعيد مشيمش |

### في الجهاد والشهادة
- في المبدأ يفضّل الشيخ مشيمش الحياة بسلام على القتال والحروب والمعارك وفي هذا يقول:| حسن سعيد مشيمش | أصبحنا تحت الحاجة الماسة إلى فقه وتفسير وثقافة جديدة، لكي تؤسس فينا أدبيات السلام ومفاهيمه وشعاراته وفتاواه، ولكي تخفف من غُلُّوّنا في اجتهاداتنا وفتاوانا وأدبياتنا وشعاراتنا الداعية إلى الجهاد وإن نصوص ديننا الإسلامي الحنيف غنية ثرية زاخرة لإسعاف هذه الغاية | حسن سعيد مشيمش |
- ويشجّع الشيخ على بناء مجتمع محبّ للحياة فيقول:| حسن سعيد مشيمش | إن الثقافة أو الفقه الذي يستهدف صناعة إنسان كارهاً للحياة الدنيا لصالح الرغبة في الموت باسم الشهادة والجهاد في سبيل الله، إن هذا الفقه يؤسس لصناعة جيل يعيش في الحياة على خلاف الفطرة الإنسانية العاشقة للحياة الدنيا بمقتضى الخلقة والتكوين الإلهي | حسن سعيد مشيمش |
- ويرى مسوّغ الجهاد ضد الظلم أكثر إلحاحا منه ضد الكفر، وفي هذا يقول:| حسن سعيد مشيمش | نشير إلى أننا مع الفقهاء الذين يقولون في أن نصوص الإسلام واضحة في التأكيد على أن الإسلام لم يُشرِّع الجهاد ضد الكفار لأنهم كفار وإنما لكونهم ظالمين جائرين فالجهاد تنبع شرعيته ومشروعيته من وجود الظلم وليس من وجود الكفر | حسن سعيد مشيمش |
- ويرى الجهاد مشروعا وليس مفروضا:| حسن سعيد مشيمش | أنا وبكل صراحة مع الفقه والفقهاء والمتفقهين الذين يعتقدون بأن الحرب طالما ليس على رأسها نبي أو وصي نبي لا يمكن اعتبارها حرباً دينية ولو كانت مشروعة وفق القيم الدينية. أيضاً وبكل صراحة أنا مع الفقه والفقهاء الذين يعتقدون بأن مقاومة المحتل الغازي مشروعة وليست بواجبة والفارق بين الأمر الواجب والأمر المشروع فارق كبير ونوعي وعظيم | حسن سعيد مشيمش |
- وإذا دخل المجتمع في الجهاد ضد الظلم فهذا لا يسوّغ بحسب الشيخ حسن مشيمش الاستبداد بالرأي، ولا تهميش المعارضين أو التنكيل بهم، ويقول في هذا المضمار:| حسن سعيد مشيمش | من حقك أن تقاوم عدوا غازيا، إلا أنه ما ليس من حقك أن تتهمني بالعمالة والخيانة عندما اعترض عليك واختلف معك... إذا كنت تقاتل عدوا غازيا فهذا لا يعني أنك على الحق في كل شيء... إذا كنت تجيد الدفاع عن الأرض وتحريرها هذا لا يعني مطلقا أنك تجيد الدفاع عن حقوق الإنسان المحرر | حسن سعيد مشيمش |

### حرية المرأة وحرية المجتمع

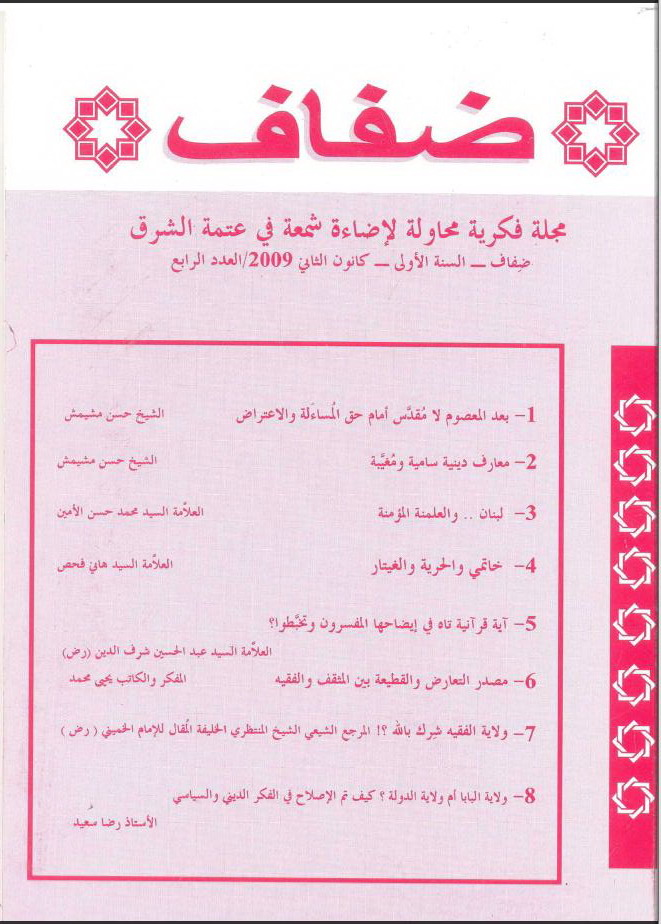
غلاف العدد الرابع من مجلة ضفاف التي يصدرها الشيخ حسن مشيمش

- يرفض الشيخ حسن مشيمش الوصاية على المرأة وفي هذا يقول:| حسن سعيد مشيمش | لا أحد في البشر يملك تفويضاً من الله في أن يصادر بالقهر حرية المرأة بفرض الزوج الصالح وغير الصالح عليها كذلك الأمر لا أحد يملك تفويضاً من الله في أن يصادر بالقهر حرية المجتمع بفرض عليه محرماته أو ممنوعاته، إن حق الحرية للفتاة ولأبناء المجتمع أن يختاروا ويتحملوا مسؤولية اختيارهم في الدنيا والآخرة ثواباً أو عقاباً | حسن سعيد مشيمش |
- وعن الحرية بكافة أشكالها يقول:| حسن سعيد مشيمش | لا شرعية لسلطة تضع ناشطاً سياسياً تحت الإقامة الجبرية، أو وراء القضبان الحديدية أو تفرض عليه الصمت في أي قضية سياسية، وما لا شرعية لها إنسانياً وعقلياً لا شرعية لها دينياً | حسن سعيد مشيمش |

### انتقاده للفقهاء
- لا يرى الشيخ مشيمش قداسة لرأي الفقيه، بل يرى من المناسب أن يقرأ المكلّف رأي الفقيه ويناقشه، وكذلك ينتقد الشيخ مفهوم التقليد القائم على تعطيل عقول المكلفين. وعن هذا الموضوع كتب يقول:| حسن سعيد مشيمش | من حقنا ومن حق كل مسلم عاقل أن يقرأ ويفكر ويناقش ويعترض ويرد على الفقيه حينما لا يطمئن عقله لأدلة الفقيه على فتوى أو حكم أو موقف سياسي، ومن حق كل مسلم عاقل أن يرتاب ويظن ظناً سيئاً في نوايا الذين ينشرون مفهوماً للتقليد في الفقه يقوم على تعطيل عقول المكلفين | حسن سعيد مشيمش |
- وانتقد مشيمش تعطيل دور العقل عند بعض الفقهاء بقوله:| حسن سعيد مشيمش | وكم تحت أيدي المسلمين من فتاوى ومفاهيم أنتجها الفقهاء من قراءتهم للنصوص لا يوافق عليها عقل ولا يقبلها وجدان ولا تستسيغها الأخلاق | حسن سعيد مشيمش |
- وحمّل الشيخ حسن مشيمش الفقهاء جزء من المسؤولية عن انتشار حالات الفقر فقال:| حسن سعيد مشيمش | ولا يخفى على عاقل متأمل بأن الفقهاء ليسوا بخارجين من تحت المسؤولية أيضاً لأنهم يملكون السلطة على ثروات هائلة وطائلة من أموال الزكاة والخُمُس والصدقات والتبرعات والكفارات، ويملكون نفوذاً في عقول شريحة واسعة من الناس، وهذه السلطة أو هذا النفوذ للفقهاء ليس أقلَّ تأثيراً من سلطة الحُكَّام ونفوذهم وليس طاهراً أو مطهراً من العيوب الخطيرة نفسها وعينها وذاتها.وأيضاً أعتقد بأن الفقر ما هو إلا وليد فقه تجاوز باجتهاداته مبدأ المساواة أي إنه يقوم على التمييز في الحقوق والواجبات بين المخلوقات على أساس ديني أو على أساس عرقي | حسن سعيد مشيمش |
- ويختتم انتقاداته للفقهاء فيقول:| حسن سعيد مشيمش | نحن المسلمون الشيعة على وجه الخصوص والمسلمون السُّنَّة عموماً ما زالوا بعيدين البعد كله عن سيرة النبي (ص) والأئمة (ع) في تنظيم صرف الأموال الشرعية، وما زالوا متورطين في أخطر مسألة من مسائل الحياة الإنسانية ألا وهي إهانة الإنسان الفقير وإذلاله عند إيصال حقه ليده وليس من العيب بل من الواجب القول إن الغربيين استطاعوا بالعلمانية أن ينجزوا قانوناً ونظاماً للأموال العامة عندهم أخذ الفقير حقه بواسطته بكل عزة وكرامة، وياللأسف على هذه الأمة التي تحولت إلى ظاهرة صوتية تعكس أبحاثاً لفظية لا تسمن ولا تغني من جوع | حسن سعيد مشيمش |

## تسلسل الأحداث في قضية اعتقاله ومحاكمته وإطلاق سراحه
في صباح السابع من يوليو (تموز) 2010 وأثناء توجهه مع اهله واخيه براً إلى مكة المكرّمة لأداء فريضة العمرة، تم اعتقاله من قبل السلطات السورية وذلك على الحدود اللبنانية السورية.
1. في البداية لم يوجّه له اتهام صريح، وبقي محتجزا مدة من دون محاكمة، مما دفع عائلته بالمطالبة بإطلاق سراحه أو محاكمته.
2. سرّبت بعض الصحف، في الأيام الأولى لاعتقاله، أخبارا عن ارتباطه بجهاز مخابرات أجنبي، وعزت سبب توقيفه لهذا الأمر.
3. رفضت عائلته هذا الإتهام وطالبت بنقله إلى لبنان ومحاكمته في المحاكم اللبنانية.
4. تم توجيه التهم للشيخ ومحاكمته في سوريا، حيث حكم له القاضي في 21 أغسطس (آب) 2011، ((بفسخ قرار قاضي التحقيق في دمشق وتقرير إعلان عدم اختصاص القضاء السوري للنظر في هذه القضية بما أسند للمدعى عليه حسن سعيد مشيمش وإطلاق سراحه فورا ما لم يكن موقوفا أو مطلوب توقيفه لداع آخر)).[21]
5. عادت النيابة العامة السورية إلى استئناف الحكم، مما أبقى الشيخ رهن الاعتقال.
6. في 11 تشرين الأول (أكتوبر) 2011، افرجت السلطات السورية عن الشيخ حسن مشيمش بعد تأكيد قاضي الاستئناف قرار القاضي المشار إليه في 21 أغسطس 2011، وسلّمته إلى السلطات اللبنانية التي بدأت من جديد إجراءات المحاكمة بنفس التهم.
7. في 19 تشرين الأول (أكتوبر) 2011، إدّعت المحكمة العسكرية على الشيخ مشيمش بجرم التعامل مع دولة عدوّة، وهذا ما تنفيه عائلته جملة وتفصيلا.
8. في 22 تشرين الأول (أكتوبر)2011، أصدر «أصدقاء الشيخ حسن مشيمش» بيانا[22] حملوا فيه على «تسييس تهمة العمالة في لبنان حيث باتت تُوسَّع وتقلّص بناءً على اعتبارات وأحكام مسبقة وكيديات». كما سجّل الموقعون على البيان «عدم التوقف عند ما ابتُليت به الحياة السياسية والقضائية والثقافية في لبنان من تسييس لتهمة العمالة». واعتبر أصدقاء الشيخ حسن مشيمش أنّه «وحتى قيام الحجة الدامغة، يحتسبون الشيخ مشيمش سجين رأي في عهدة القضاء اللبناني ويُلزمون أنفسهم بمتابعة قضيته حتى ظهور الحق في شأنها». ومن أبرز الموقعين على البيان: السيد محمد حسن الأمين، السيد هاني فحص، السيد ياسر إبراهيم، السيد علي الأمين، وغيرهم من مثقفين وسياسيين ورجال دين شيعة.
9. في 19 ديسمبر 2011 (كانون الأول) طلب قاضي التحقيق العسكري في لبنان عماد الزين عقوبة الإعدام للموقوف الشيخ حسن مشيمش في قرار اتهامي أصدره في حقه في جرم الاتصال بالعدو والتعامل معه وإعطائه معلومات، سندا إلى المواد 274، 275، 278 عقوبات وأحاله أمام المحكمة العسكرية الدائمة.[23]
10. في 21 ديسمبر 2011 (كانون الأول) كتب الإعلامي علي الأمين مقالا اعتبر فيه أن: "هناك مخالفات جمّة وشيء غير طبيعي تم في اتباع اصول التحقيق، والسرعة التي صدر فيها القرار تعبر عن أمور مستغربة ساهمت في تسريع إصدار سلسلة قرارات دفعة واحدة بما يضرب حقوق الدفاع بشكل صريح، وتعكس في تسريعها تخوفا من إغلاق الملف القانوني أصلا، ما دفع قاضي التحقيق إلى التسريع والتسرّع في اتخاذ قراره، على الأرجح حتى لا يلام من قبل جهة غير قضائية[24]".
11. في 28 ديسمبر 2011 (كانون الأول) أصدرت عائلة الشيخ حسن مشيمش بيانا اعتبرت فيه أن شريط الفيديو الذي يتضمّن اعترافات للشيخ: «مُثْخن بالتقطيع، يتضمن مقتطفات من اعترافات مزعومة... لما أبقاه التعذيب من الشيخ حسن...».[25]
12. في 4 يناير 2012 (كانون الثاني) رأى الشيخ صبحي الطفيلي تعليقا على هذا الحكم أن:«أن مجافاة النزاهة في مثل هذه القضايا موردٌ لشرورٍ عظيمة»، ورأى: «ضرورة توخي الحذر من إطلاق تهمة العمالة جزافاً وتحت إملاء حسابات سياسية كيدية صغيرة لأن المجازفة في التسييس، وفي إطلاق هذه التهمة، قد تكون أكثر خطراً من العمالة نفسها».
13. في 24 يناير 2012 (كانون الثاني) عقدت لجنة «أصدقاء الشيخ حسن مشيمش» مؤتمرا صحافيا في نقابة الصحافة، بعنوان «دفاعا عن حرية التعبير في لبنان وتضامنا مع الشيخ حسن مشيمش» الموقوف في سجن رومية بتهمة العمالة، شارك فيها الوزير السابق إبراهيم شمس الدين والعلامة محمد حسن الأمين والعلامة هاني فحص، وحضرها نقيب الصحافة محمد البعلبكي، سيلين بلاس من السفارة الفرنسية، وغيرهم، وقد ألقيت عدة كلمات بارزة ومن ضمنها تحدّثت زوجة الشيخ الموقوف السيدة فاطمة في موقف يندر حدوثه في بيئة رجال الدين الشيعة.[26]
14. في 26 يناير 2012 (كانون الثاني): نفذت عائلة الشيخ حسن مشيمش ولجنة أصدقاء الشيخ حسن مشيمش اعتصاماً، أمام المحكمة العسكرية، بالتزامن مع جلسة المحاكمة التي انعقدت قبل الظهر برئاسة رئيس المحكمة العسكرية العميد نزار خليل للنظر في قضية مشيمش. طالب المعتصمون القضاء بتحقيق العدالة واعتماد الشفافية، وقام المشاركون في الاعتصام بتوزيع منشورات على المارة تؤكد على حرية التعبير باعتبارها حقاً إنسانياً ليس لأحد المس به، وعلى مظلومية الشيخ مشيمش بوصفه سجين رأي. وقد أجّلت المحكمة العسكرية محاكمة الشيخ مشيمش إلى 15 شباط (فبراير) 2012.[27]
15. في 15 شباط (فبراير) 2012 أرجأت المحكمة العسكرية الدائمة برئاسة العميد نزار خليل وعضوية المستشار المدني القاضي حسن شحرور وحضور معاون مفوّض الحكومة لديها القاضي أحمد عويدات إلى 16 آذار (مارس) 2012 محاكمة الشيخ حسن مشيمش بعدما استمهل محاميه لتقديم دفوع شكلية.[28]
16. في 16 آذار (مارس) 2012 أرجأت المحكمة العسكرية الدائمة برئاسة العميد خليل إبراهيم إلى 11 أيار (مايو) 2012، متابعة محاكمة الشيخ حسن مشيمش بعدما استمهل وكيله المحامي انطوان نعمه للرد على قرار المحكمة برد الدفوع الشكلية التي قدمها إليها.[29]
17. في 11 أيار (مايو) 2012، تم استجواب الشيخ حسن مشيمش من قبل المحكمة العسكرية في لبنان برئاسة العميد الركن خليل إبراهيم بتهمة التعامل مع العدو، وقد وجهت له المحكمة أكثر من 88 سؤالا رد عليها بحضور محاميه باللغة العربية الفصحى. وأكّد مشيمش خلال استجوابه خلافه الفكري والعقائدي والسياسي مع حزب الله اللبناني، وسرد مراحل تدرجه في تنظيم حزب الله من العام 1987 إلى العام 1998 حيث انفصل عنه، واتّهم خصومه بمحاولة خطفه في العام 1998 على خلفية كتابه (فجوات خطيرة في الوعي الديني) الذي انتقد فيه نظرية ولاية الفقيه واضطر على أثر الحادث إلى سحب الكتاب من الأسواق. كما عزا سبب اتصاله بشخص نمساوي وآخر ألماني إلى سعيه الحصول على لجوء سياسي في أي بلد أوروبي للتحرّر من شبه الإقامة الجبرية المفروضة عليه، وأكّد استعداده للتعاون مع أي دولة من دول العالم الحرّ ما عدا إسرائيل في سبيل شرح خطورة نظرية ولاية الفقيه على الشيعة وعلى لبنان.وقد أرجأت المحكمة الجلسة إلى الخامس من تشرين الأول (أكتوبر) 2012 لإستكمال استجواب مشيمش في هذه القضية.[30]
18. بعد الجلسة تقدّم وكيل مشيمش المحامي انطوان نعمة بطلب تقديم موعد الجلسة وعيّنت المحكمة العسكرية يوم الخميس في 14 حزيران 2012 موعداً للجلسة المقبلة بعدما سبق ان رفعت جلسة استجوابه في 11 أيار (مايو) إلى الخامس من تشرين الأول (أكتوبر).[31]
19. في 14 حزيران (يونيو) 2012، تابعت المحكمة العسكرية في لبنان برئاسة العميد الركن الطيار خليل إبراهيم استجواب الشيخ حسن مشيمش الذي قدّم في بداية الجلسة ما يُشبه مرافعة ذكّر بتاريخه وبداياته في تأسيس حزب الله إلى جانب الشيخ صبحي الطفيلي، وانطلق مشيمش من القيم الأخلاقية والمبادئ الدينية وتاريخه النضالي ليخلص إلى القول بأن كل ذلك يجعل من الاستحالة عليه أن يكون قد تورّط في التعامل مع أي جهاز أجنبي ضد بلاده وضد دينه، وأنكر الشيخ مشيمش كل التهم المنسوبة إليه، متهماً حزب الله بتلفيق التهمة له على خلفيات عقائدية.[32] وفاجأ مشيمش المحكمة بالقول إن عنصرين أمنيين من حزب الله شاركا في التحقيق معه لدى توقيفه في فرع المعلومات في قوى الأمن الداخلي اللبناني.[33] وأضاف أن لائحة الاتصالات التي تبيّن اتصاله بأشخاص في ألمانيا بعد العام 2005 هي مزوّرة ومطبوخة في مطابخ مخابراتية بهدف النيل منه. وردا على سؤال عن سبب استهداف حزب الله له دون سواه من المعارضين أجاب أن الحزب يعادي حتى مراجع وعلماء الشيعة الكبار الذين هم على خلاف معه، مذكرا بأن الحزب اعتدى على منزل المرجع الشيعي السيد محمد حسين فضل الله، كما جرى اقتحام مكتبه من قبل مجموعة تابعة له، كما تعرض فضل الله عشرات المرات للقدح والذم والشتم من قبل مسؤولي الحزب ومنتسبيه وإعلامه.[34] وفي نهاية الجلسة قررت المحكمة إرسال كتاب إلى وزارة الاتصالات اللبنانية لإيداعها لائحة باتصالات مشيمش وإرجاء الجلسة إلى السادس من أغسطس (آب)2012.
20. في 6 آب (أغسطس) 2012 تابعت المحكمة العسكرية برئاسة العميد الركن الطيار خليل إبراهيم استجواب الشيخ حسن مشيمش، الذي أصرّ على أقواله السابقة من أنه تواصل مع الألمان من أجل الحصول على حق اللجوء السياسي للهروب من حالة شبه الإقامة الجبرية المفروضة عليه من قبل حزب الله. وأنكر بعض ما قد سبق وكان اعترف فيه في الاستجواب الأولي في فرع المعلومات عازيا ذلك إلى وجود عناصر حزبية في التحقيق معه. وأصرّ أنه أخبر الحزب بما جرى معه في ألمانيا من خلال وثيقة أودعها عند أحد شيوخ حزب الله. وقد تم إرجاء الجلسة إلى 20 أيلول 2012 للاستماع إلى بعض الشهود.[35]
21. في 12 أيلول (سبتمبر) 2012، أرسلت عائلة الشيخ مشيمش كتابا مفتوحا إلى الأمين العام لحزب الله اللبناني، السيد حسن نصر الله، ناشدته فيه بالسماح لمسؤول العلاقات الخارجية في الحزب بالمثول أمام المحكمة للإدلاء بشهادته، حيث تعتقد العائلة أن شهادته مهمة وتغيّر مسار القضية. وهو الأمر الذي لم يعلّق عليه حزب الله.[36]
22. في 20 أيلول 2012، استؤنفت جلسة استجواب الشيخ مشيمش، وأعلن رئيس المحكمة في مستهل الجلسة عن ورود لائحة عن حركة الاتصالات الهاتفية العائدة لأحد أرقام الهاتف التي استعملها مشيمش، استمهل وكيل الأخير المحامي انطوان نعمة للاطلاع عليها، فتقرر إرجاء الجلسة التي كانت مخصصة لسماع شهود إلى الثامن عشر من كانون الثاني 2013.[37]
23. في 17 كانون الثاني (يناير) 2013 م، أرسل الشيخ حسن مشيمش من سجنه كتابا إلى رئيس الجمهورية اللبنانية العماد ميشال سليمان، جدّد فيه مطالبة رئيس الجمهورية برفع الظلم اللاحق به من خلال رفض القاضي للاستماع لشهادة الشيخ علي دعموش مسؤول العلاقات الخارجية في حزب الله، حيث يعتبر مشيمش أن الشهادة مهمة في إيضاح القضية.
24. في 18 كانون الثاني 2013، وبعد مرور سنة وثلاثة أشهر على بدء المحاكمة، انعقدت الجلسة السابعة من جلسات الاستماع دون النطق بحكم القاضي، فعرض القاضي للائحة الاتصالات التي تظهر تواصل مشيمش مع جهات خارجية، فنفى الشيخ الإتهام واعتبر أن لائحة الأرقام مزورة ومفبركة، وعاد وأصرّ على حضور الشيخ دعموش كشاهد أساسي، ولكن القاضي لم يستجب لأنّ المذكور ليس له صفة رسمية. ولم يستمع القاضي إلى الشهود الأربعة الذين حضروا، وتم تأجيل الجلسة للمرة الثامنة إلى 20 آذار (مارس) 2013.[38]
25. في 20 آذار 2013، انعقدت المحكمة العسكرية الدائمة برئاسة العميد خليل ابرهيم وعضوية القاضية ليلى رعيدي في حضور مفوض الحكومة المعاون لدى المحكمة القاضي سامي صادر ودارت الجلسة بين دائرة النفي لتهمة «التعامل» من الشيخ وبين اسئلة رئيس المحكمة المركزة على وقائع واردة في ملف هذه القضية، فعاد الشيخ وأكّد عدم صحة لائحة الاتصالات المعروضة، واصر على استدعاء بعض الشهود للمحكمة، ولكن طلبه قوبل بالرفض مجددا من رئيس المحكمة. وقد استمعت المحكمة لعدد من الشهود، وارجئت الجلسة للمرافعات والحكم إلى الثامن من نيسان 2013.[39]
26. في 8 نيسان 2013، انعقدت المحكمة العسكرية في جلسة كانت مخصصة للمرافعة ولفظ الحكم، الا انها ارجئت لاطلاع النيابة العامة والدفاع على لائحة اتصالات للهاتف العائد إلى شقيق الشيخ مشيمش. ورفض مشيمش ارجاء الجلسة إلى موعد آخر مصرا على الانتهاء منها، غير ان القاضي عقيقي اصر على استمهاله للاطلاع على اللائحة وارجاء الجلسة لهذه الغاية، فارجئت الجلسة إلى 15 نيسان 2013.[40]
27. في 15 نيسان 2013، أصدرت المحكمة العسكرية اللبنانية، قرارا بسجن الشيخ حسن مشيمش لمدة خمس سنوات ودانته بتهمة الإتصال بالعدو.[41] واستمدّت المحكمة قناعتها فقط من أدلة ظرفية اطمأنت إليها، وهي بعض فواتير الاتصالات التي أصر مشيمش ووكيله على عدم صحتها.
28. في 2 ايار 2013، وبعد طلب التمييز الذي تقدم به وكيل مشيمش، قررت محكمة التمييز العسكرية برئاسة القاضية أليس شبطيني، إعادة محاكمة الشيخ حسن مشيمش بعد نقضها للحكم الصادر بحقه عن المحكمة العسكرية الدائمة وحددت المحكمة يوم 19 كانون الثاني 2014 موعدا لإعادة محاكمته.[42]
29. في 08-11-2013 تقدم وكيل الشيخ حسن مشيمش المحامي انطوان نعمة بطلب جديد أمام محكمة التمييز العسكرية برئاسة القاضي المنتدب الياس نايفة لتخلية موكله. كما أثار في الطلب الوضع الصحي لموكله الذي يعاني ألماً في الظهر منذ كان موقوفاً في سوريا قبل تسليمه إلى لبنان.[43]
30. في 19 كانون الثاني 2014 تم تأجيل الجلسة وذلك لتغيّب أحد أعضاء لجنة القضاة العسكريين فأجلت الجلسة إلى 6 حزيران من العام 2014.
31. في 15 أبريل 2014 أخلَت محكمة التمييز العسكرية برئاسة القاضي الياس نايفة الشيخ حسن مشيمش وذلك بكفالة 5 ملايين ليرة.[44]

## حالته الصحية بعد الاعتقال
- نقل الإعلامي أكرم عليق من ضمن مقال[45] كتبه عن الشيخ مشيمش قوله:«تمنيتُ الموتَ الفَ مرة على التعذيب والإذلال الذي تعرضتُ له وخاصة في الأشهر الثلاثة الأولى من الاعتقال».
- في لقاء تضامني مع الشيخ المعتقل صرّح السيد هاني فحص[46] بأن:«الشيخ مشيمش يعاني من قروح جراء آثار تعذيب سابق تعرّض له ومن دون علاج في سجنه».
- في جلسة المحاكمة التي عقدت في 26 كانون الأول (يناير)2012 أثار وكيل الشيخ مشيمش المحامي انطوان نعمة[47] مسألة صحة الشيخ مشيمش المتردية، مشيراً إلى انه يُعاني من ديسك وآلام مبرحة في العظام ومن تقطع لضربات القلب، علماً انه دخل إلى قاعة المحكمة بمساعدة ثلاثة جنود، وهو لا يستطيع الوقوف لمدة طويلة.
- وفي نفس الجلسة بتاريخ 27 كانون الأول (يناير)2012 طلب الشيخ حسن مشيمش الحق بالكلام[48] وصرّح أمام المحكمة بأن:«وضعي الصحي كارثي والإجراءات في السجن حيال المظلومين معطلة».
- في جلسة المحاكمة التي اتعقدت بتاريخ 14 يونيو (حزيران) 2012، قال الشيخ مشيمش أنه تعرض لتعذيب لا يحتمله أحد من قبل المخابرات السورية، سواء أثناء توقيفه في دمشق أو في وزارة الدفاع اللبنانية أو أمام شعبة المعلومات في قوى الأمن الداخلي واضاف :«أنا قلت كلاما بمؤسسة فرع المعلومات وبين يدي رجال أمن من حزب الله لانتهي من امتهان كرامتي».[34]